# Boughton Aluph
Boughton Aluph est une paroisse civile et un village du Kent, en Angleterre.